# Прапор Письменного
Пра́пор Письменного — один з офіційних символів смт Письменне Васильківського району Дніпропетровської області, затверджений 16 лютого 2016 р. рішенням № 37-3/ VII сесії Письменської селищної ради.
Прямокутне полотнище із співвідношенням сторін 2:3 розділене від древка жовтою висхідною смугою на синю і зелену частини. Ширина жовтої смуги 1/10 від ширини прапора.